# Programme pour les réfugiés blancs sud-africains
 (mai 2025).
Le programme pour les réfugiés blancs sud-africains, officiellement connu sous le nom de Mission South Africa, est une initiative des États-Unis lancée en février 2025 par le président Donald Trump pour accorder l'asile aux blancs sud-africains, principalement aux afrikaners, sous des accusations de violence systémique et de discrimination raciale liées aux politiques de réforme agraire (en) post-apartheid de l'Afrique du Sud. L'administration Trump justifie le programme en alléguant que les agriculteurs sud-africains blancs sont victimes de ce qu'elle décrit comme un « génocide » et une persécution soutenue par l'État. Les allégations d'un génocide des personnes blanches sont largement discréditées,.
L'initiative rencontre une forte opposition de la part du gouvernement sud-africain. Le président sud-africain Cyril Ramaphosa rejette le principe du programme, arguant que la minorité blanche n'est pas confrontée à des persécutions qui permettent d'obtenir le statut de réfugié en vertu du droit international.

## Contexte
La discrimination raciale et les inégalités à l'encontre des noirs et des métis en Afrique du Sud remontent au début de la colonisation européenne à grande échelle, avec l'établissement par la Compagnie néerlandaise des Indes orientales d'un comptoir commercial au Cap de Bonne-Espérance en 1652, qui s'étend ensuite à la colonie néerlandaise du Cap (en). La Compagnie déclenche les guerres khoïkhoï-néerlandaises (en), au cours desquelles elle déplace la population locale khoïkhoï, la remplace par des fermes exploitées par des colons blancs et importe des esclaves noirs de tout l'empire colonial néerlandais.
De graves violences politiques marquent la période de 1985 à 1989, les townships noirs devenant le centre de la lutte entre les organisations anti-apartheid et le gouvernement Botha. Des conseillers municipaux et des policiers noirs, et parfois leurs familles, sont attaqués au cocktail Molotov, battus et assassinés par « collier ». La détention sans procès devient une pratique courante du gouvernement face à la montée des troubles civils et, en 1988, 30 000 personnes sont arrêtées. Les médias sont censurés, des milliers de personnes sont arrêtées et beaucoup sont interrogées et torturées.
Le 23 janvier 2025, le président sud-africain Cyril Ramaphosa promulgue la loi controversée sur l'expropriation (en), autorisant l'État à saisir des biens sans indemnisation dans certains cas. Les responsables sud-africains présentent cette loi comme une tentative de remédier aux effets négatifs de l'apartheid. Les partisans du projet de loi soulignent le fait que les blancs sud-africains possèdent des terres agricoles couvrant la moitié du pays, alors qu'ils ne représentent que 7% de la population.

### États-Unis
Lors de sa prise de fonction le 20 janvier 2025, le président Trump signe un décret interdisant l'admission de réfugiés, à l'exception des blancs sud-africains. Le 7 février, Trump signe un décret mettant fin à toute aide étrangère à l'Afrique du Sud, affirmant que son gouvernement pratique une « discrimination raciale ». Dans ce même décret, il déclare que les États-Unis « favoriseront la réinstallation des réfugiés afrikaners fuyant la discrimination raciale parrainée par le gouvernement, y compris la confiscation de biens à caractère racial », et accorderont aux afrikaners des voies rapides vers la citoyenneté.

## Mise en œuvre
En mars 2025, le Département d'État américain déclare avoir reçu 8 000 demandes de renseignements sur le programme d'accueil des réfugiés.
Le 12 mai 2025, le premier groupe de 59 blancs sud-africains arrive à Dulles, dans le nord de la Virginie, dans le cadre de ce programme. Ils sont accueillis à l'aéroport international de Dulles par des responsables américains, dont le secrétaire d'État adjoint Christopher Landau, et bénéficient d'une aide à la réinstallation. Les demandes d'asile de la minorité afrikaner sont accélérées par l'administration Trump, qui invoque la « discrimination raciale » pour justifier l'octroi du statut prioritaire.

## Relations entre les États-Unis et l'Afrique du Sud
Peu après son investiture pour son second mandat, Trump entreprend une série de mesures qui tendent les relations entre les États-Unis et l'Afrique du Sud. Parmi celles-ci figure le décret 14204, qui suspend toute aide ou assistance à l'Afrique du Sud. En mars 2025, le secrétaire d'État Marco Rubio déclare l'ambassadeur d'Afrique du Sud aux États-Unis, Ebrahim Rasool (en), persona non grata pour ses critiques de la campagne présidentielle de Trump en 2024 et de ses politiques.
Le 21 mai 2025, le président sud-africain Ramaphosa effectue une visite d'État (en) aux États-Unis pour rencontrer le président Trump. Lors de la conférence de presse, Trump confronte Ramaphosa à de fausses, allégations de génocide des blancs contre les afrikaners en Afrique du Sud, ce que Ramaphosa nie fermement. Au cours de la rencontre, Trump montre une vue aérienne de milliers de croix blanches bordant une route rurale, qu'il qualifie de lieu de sépulture de milliers d'afrikaners assassinés. Bien que Trump n'indique pas où se trouve la route, les sud-africains identifient le site comme un mémorial en bord de route pour deux agriculteurs afrikaners assassinés cinq ans plus tôt, ainsi que pour toutes les victimes de meurtres survenus dans des fermes, quelle que soit leur couleur de peau.
Trump fait également écouter à Ramaphosa deux clips vidéo de deux opposants sud-africains controversés, qui ne représentent pas le gouvernement, chantant des chansons populaires pendant la lutte contre l'apartheid, dont une appelant à la violence contre les afrikaners. Trump publie des articles qui, selon lui, montrent des morts et des violences, mais qui, selon des vérificateurs indépendants, sont soit infondés, soit issus de blogs partisans, soit du mauvais pays. Le lendemain, une capture d'écran affichée par Trump lors de la réunion, montrant, selon lui, « tous les fermiers blancs enterrés », s'avère être tirée d'une vidéo de Reuters tournée en République démocratique du Congo, après une offensive rebelle à Goma.

## Réactions

### Soutien
Le président américain Donald Trump défend ses actions, déclarant que « c'est un génocide qui a lieu » et ajoute : « Des agriculteurs sont tués, il se trouve qu'ils sont blancs, mais qu'ils soient blancs ou noirs ne fait aucune différence pour moi. »
Le conseiller principal du président, Elon Musk, qui est un blanc sud-africain, amplifie également les allégations de « génocide blanc » en Afrique du Sud.
Le secrétaire d'État adjoint Christopher Landau accueille les afrikaners, affirmant qu'ils subissent des « invasions menaçantes de leurs foyers » et qu'ils peuvent facilement s'assimiler à la culture américaine.

### Opposition
Plusieurs démocrates condamnent le plan de réinstallation, notamment le sénateur du Maryland Chris Van Hollen, qui le décrit comme faisant partie de la « politique d'apartheid mondial » de l'administration Trump. La sénatrice du New Hampshire Jeanne Shaheen le qualifié de tentative de « réécrire l'histoire ». Gregory Meeks, de la commission des affaires étrangères de la Chambre des représentants (en), déclare qu'il ne s'agit pas d'une simple incitation à la haine raciste, mais d'une réécriture de l'histoire à motivation politique.
L'Église épiscopale des États-Unis réagit en mettant fin à son partenariat avec le gouvernement fédéral, car elle est moralement opposée à la réinstallation des afrikaners blancs,.
Les responsables sud-africains affirment que l'initiative est « politiquement motivée et destinée à remettre en cause la démocratie constitutionnelle de l'Afrique du Sud », citant les critiques de Trump concernant les liens de l'Afrique du Sud avec l'Iran et son procès pour génocide contre Israël devant la Cour internationale de justice. Le président Ramaphosa qualifie l'évaluation américaine de « fausse ». Il critique également les blancs sud-africains réinstallés aux États-Unis, les qualifiant de « lâches » et affirmant qu'« ils reviendront bientôt ».